# Valentin Bontus
Valentin Bontus (* 1. Februar 2001 in Perchtoldsdorf) ist ein österreichischer Kitesurfer. Bei der Formula-Kite-Weltmeisterschaft 2024 gewann er die Bronzemedaille. Den bisher größten Erfolg seiner Karriere feierte er 2024 mit dem Olympiasieg in der Formula-Kite-Klasse.

## Leben
Valentin Bontus vom Yachtclub Podersdorf am Neusiedler See wuchs in seinem Geburtsort Perchtoldsdorf in Niederösterreich auf, wo er in der Jugend Fußball beim UNION Soccerclub Perchtoldsdorf spielte. Er lebt in Garmisch-Partenkirchen und Perchtoldsdorf.
Im Kitesurfen wurde er bei der Weltmeisterschaft 2023 und der Europameisterschaft 2024 jeweils Vierter.
Bei der Formula-Kite-Weltmeisterschaft vor Hyères in Frankreich holte er im Mai 2024 die Bronzemedaille und damit die erste WM-Medaille seit 2018 für den Österreichischen Segel-Verband. Damals gewannen Tanja Frank und Lorena Abicht in Aarhus in Dänemark Silber im 49erFX.
Mit Platz vier bei der WM 2023 hatte sich Valentin Bontus für die Teilnahme an den Olympischen Sommerspielen 2024 in Paris qualifiziert, wo der 23-Jährige im August vor Toni Vodišek und Maximilian Maeder Olympiasieger wurde.
Im April 2025 zog er sich bei einem Skiunfall einen Kreuzbandriss im linken Knie zu. Im Juli 2025 heiratete er seine Freundin in Garmisch-Partenkirchen.

## Erfolge

### Olympische Spiele
- Paris 2024: Formula Kite, 1. Rang

### Weltmeisterschaften
- Scheveningen 2023: Formula-Kite, 4. Rang[8]
- Hyères 2024: Formula-Kite, 3. Rang

### Europameisterschaften
- Los Alcazares 2024: Formula-Kite, 4. Rang

## Auszeichnungen und Nominierungen
- 2024: Österreicher des Jahres: Nominierung in der Kategorie Erfolg International[13][14]
- 2024: Großes Goldenes Ehrenzeichen des Landes Burgenland[15][16]
- 2024: Auszeichnung als Sportler des Jahres[17][18] und Nominierung in der Kategorie Aufsteiger des Jahres[19]
- 2024: Niederösterreichischer Sportler des Jahres[20][21]
- 2024: BVZ-Martini-Preis in der Kategorie Sport[22]
- 2024: Ehrenkreuz in Gold und Eintrag im Goldenen Buch der Marktgemeinde Perchtoldsdorf[23]
- 2025: Burgenlands Sportler des Jahres 2024[24]